# Mancherial

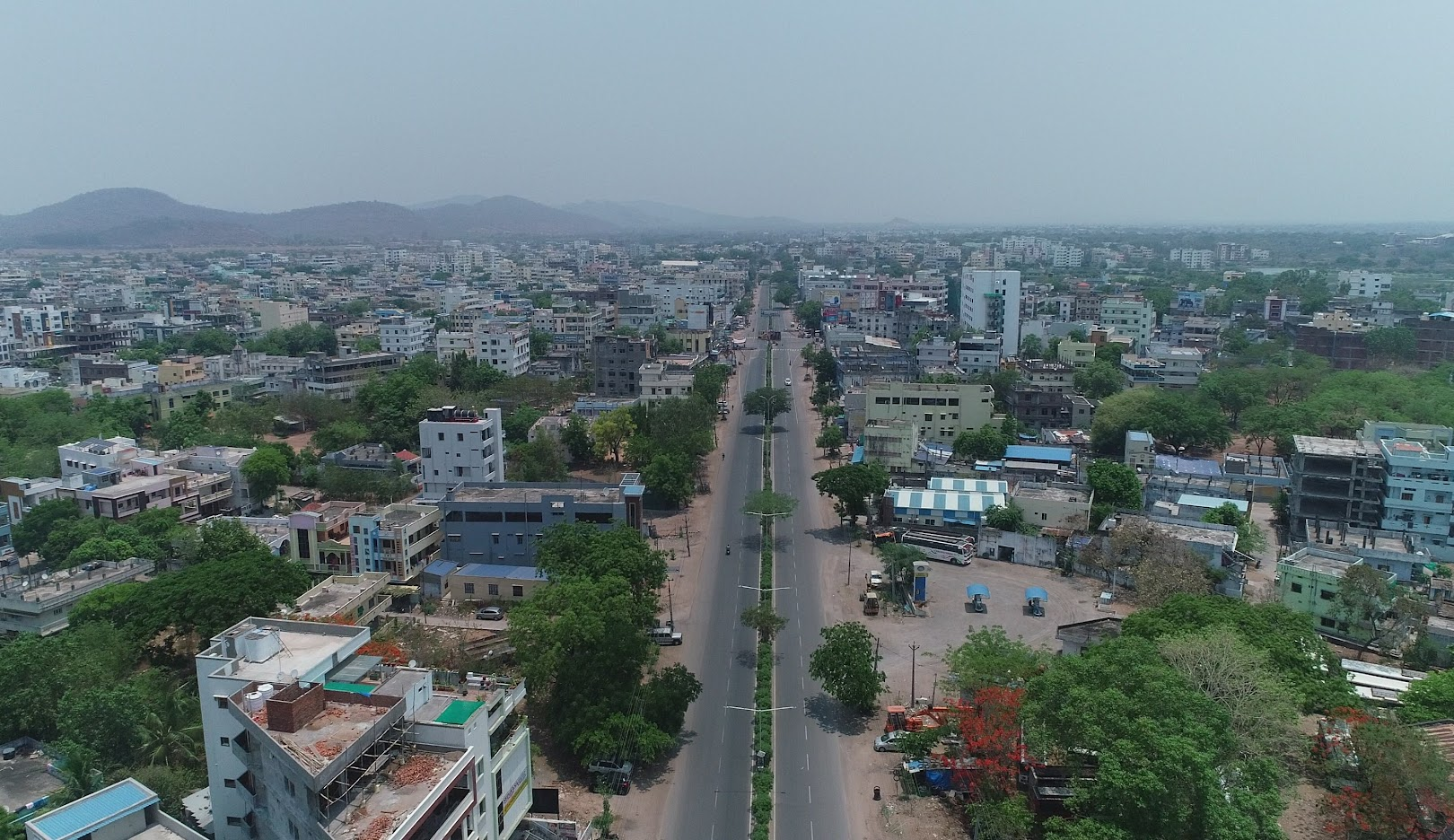
Mancherial

Mancherial ist eine Stadt im indischen Bundesstaat Telangana.
Die Stadt ist Hauptort des Distrikts Mancherial. Mancherial hat den Status einer Municipality. Die Stadt ist in 30 Wards gegliedert. Sie hatte am Stichtag der Volkszählung 2011 86.911 Einwohner. In der urbanen Agglomeration leben 163.552 Einwohner.